# Krzysztof Czeszejko-Sochacki
Krzysztof Kazimierz Czeszejko-Sochacki (ur. 3 października 1954 w Opolu) – polski prawnik, adwokat i urzędnik państwowy, w latach 2001−2004 szef Kancelarii Sejmu.

## Życiorys
Ukończył studia na Wydziale Prawa i Administracji Uniwersytetu Warszawskiego. Zdał następnie egzaminy sędziowski i adwokacki. W 1983 rozpoczął praktykę w zespole adwokackim, zaś w 1992 zaczął prowadzić własną kancelarię adwokacką w Warszawie.
W latach 1984–1989 zasiadał w dzielnicowej radzie narodowej Warszawa-Żoliborz. W latach 80. pracował w jednej z sejmowych komisji nadzwyczajnych. W trakcie IX kadencji parlamentu zasiadał w Radzie Społeczno-Gospodarczej przy Sejmie PRL. Od 1993 do 1997 pełnił funkcję zastępcy członka Trybunału Stanu. W latach 1998–2002 z ramienia Sojuszu Lewicy Demokratycznej był radnym sejmiku mazowieckiego I kadencji. Od 2001 do 2004 był szefem Kancelarii Sejmu.
Obejmował także szereg kierowniczych stanowisk w organizacjach społecznych, zawodowych i spółkach prawa handlowego. Był m.in. wiceprezesem Krajowej Izby Gospodarczej, wiceprezesem Sądu Arbitrażowego przy KIG, sędzią sądu Izby Domów Maklerskich, przewodniczącym rady nadzorczej PERN Przyjaźń, sekretarzem rady nadzorczej Polskiego Radia. Powołany także w skład rady nadzorczej Banku Polska Kasa Opieki. Stał na czele zarządów Fundacji Wspierania Inicjatyw Gospodarczych oraz Polskiej Fundacji Olimpijskiej.
Został odznaczony m.in. Krzyżem Kawalerskim (2000) i Krzyżem Oficerskim (2004) Orderu Odrodzenia Polski oraz estońskim Orderem Gwiazdy Białej II klasy (2002). Wyróżniony odznaką honorową „Za Zasługi dla Warszawy”, Honorową Złotą Odznaką Krajowej Izby Gospodarczej, Złotym Medalem Akademii Polskiego Sukcesu, Złotą Odznaką ZSP, medalem „Za zasługi dla Ruchu Studenckiego”, odznaką „Zasłużony Działacz Ruchu Spółdzielczego”.
Syn Zdzisława Czeszejko-Sochackiego. Ojciec Wiktora.